# Karl Hilsenbek
Karl Hilsenbek (* 19. Oktober 1957 in Ellwangen (Jagst)) ist ein parteiloser deutscher Kommunalpolitiker. Von 2003 bis 2019 war er Oberbürgermeister der Großen Kreisstadt Ellwangen.

## Werdegang
Hilsenbek wuchs im Ellwanger Ortsteil Rotenbach auf. Nach dem Realschulabschluss 1973 besuchte er die einjährige Berufsfachschule für öffentliche Verwaltung in Aalen, die er mit der Fachhochschulreife abschloss. Von 1976 bis 1978 studierte er an der Fachhochschule für öffentliche Verwaltung in Stuttgart. Ab 1978 war er Verwaltungsbeamter im Landratsamt des Ostalbkreises in Aalen. 1986 wurde er im Alter von 28 Jahren zum Bürgermeister der Gemeinde Böbingen an der Rems gewählt und in den folgenden Jahren zweimal wiedergewählt.
Nachdem der Ellwanger Oberbürgermeister Hans-Helmut Dieterich bekannt gab, bei der Wahl 2003 nicht mehr anzutreten, kandidierte Hilsenbek als Nachfolger Dieterichs in seiner Heimatstadt. Im zweiten Wahlgang setzte er sich mit 47,55 Prozent der Stimmen (Wahlbeteiligung: 57,44 Prozent) gegen seine Mitbewerber, den Schömberger Bürgermeister Gerhard Vogel (CDU) sowie den Westhausener Bürgermeister Herbert Witzany (Freie Wähler), durch. Am 19. Juli 2003 trat er daraufhin das Amt des Ellwanger Oberbürgermeisters an. 2011 wurde er ohne Gegenkandidaten mit 97,7 Prozent der Wählerstimmen (Wahlbeteiligung: 29,1 Prozent) für acht weitere Jahre im Amt bestätigt.
Im Januar 2019 gab Hilsenbek auf einer städtischen Veranstaltung bekannt, auf eine dritte Amtszeit zu verzichten und nicht erneut zu kandidieren. Am 19. Juli 2019 schied er aus dem Amt des Oberbürgermeisters aus. Sein Nachfolger wurde der bisherige Bühlertanner Bürgermeister Michael Dambacher.
Karl Hilsenbek ist parteilos. Als Abgeordneter des Kreistags des Ostalbkreises gehört er der Fraktion der Freien Wähler an.
Hilsenbek ist Mitglied des Verwaltungsrates der Kreissparkasse Ostalb.

## Privat
Hilsenbek ist verheiratet und hat zwei Kinder. Außerdem ist er Langstreckenläufer. So nahm er 2007 am New-York-City-Marathon teil und belegte mit 2:57:10 Stunden den 596. Rang. Beim Amsterdam-Marathon 2008 erreichte er mit 2:57:05 Stunden den 7. Platz in seiner Altersklasse sowie den 195. Rang in der Gesamtwertung.